# XFree86

XFree86 é um servidor de ecrã

XFree86 é uma implementação do X Window System. Foi originalmente escrito para sistemas operacionais unix-like em computadores IBM PC compatível e agora está disponível para muitos outros sistemas operacionais e plataformas. Ele é um software livre e de código aberto conforme a licença XFree86 License versão 1.1. É desenvolvido pelo XFree86 Project, Inc. Seu líder é o programador David Dawes. A versão atual é a 4.8.0, lançada em dezembro de 2008.
Durante a maior parte da década de 1990 e início de 2000, o projeto foi a fonte de maior inovação no X e, na prática, foi o administrador do desenvolvimento de X. Até início de 2004, ele era quase universal sobre o Linux e os BSDs.
Em fevereiro de 2004, com a versão 4.4.0, o XFree86 Project adotou uma mudança na licença que a Free Software Foundation considerou incompatível com a GPL. A maioria das distribuições Linux considerou os potenciais problemas jurídicos inaceitáveis e se confluíram antes da mudança da licença. A primeira confluência foi a fracassada Xouvert, porém a segunda, X.Org Server, logo se tornou dominante. A maioria dos desenvolvedores XFree86, que já estavam incomodados com outras questões no projeto, também foram para o X.Org. O último commit para o CVS foi em fevereiro de 2009.

## Arquitetura
XFree86 consiste em um conjunto de bibliotecas usadas para escrever aplicações X ("clientes"), e um servidor X responsável pela exibição. Clientes e servidores comunicam-se através do protocolo X, que lhes permite executar em computadores diferentes.
O XFree86 servidor comunica-se com o núcleo do sistema operacional fazendo a ponte entre os dispositivos de entrada e saída, com exceção das placas gráficas. Estes geralmente são inseridas directamente pelo XFree86, que inclui os seus próprios drivers para todas as placas gráficas que usuário possa ter. Algumas placas são suportadas pelos próprios fabricantes através somente de drivers binários.
Desde a versão 4.0, XFree86 tem suportado (algumas) placas com aceleração 3D através das extensões GLX e DRI.
Uma vez que o servidor geralmente necessita ter acesso de baixo nível aos hardwares gráficos, em muitas configurações é necessário executar como superusuário, ou um usuário com UID. No entanto, em alguns sistemas e configurações, é possível executar o servidor como um usuário normal.
Também é possível utilizar o XFree86 em um dispositivo de framebuffer, que por sua vez utiliza um driver de placa gráfica para núcleo.
Em um sistema POSIX típico, o diretório /etc/X11 inclui os arquivos de configuração. A configuração básica está no arquivo /etc/X11/XF86Config (ou XF86Config-4) que inclui variáveis sobre o ecrã (monitor), teclado e placa gráfica. O programa xf86config é muitas vezes utilizado, embora xf86cfg também vem com o XFree86 servidor é certamente mais fiel. Muitas distribuições Linux  incluir uma ferramenta de configuração mais fácil de usar (como o Debian está debconf) autodetectando ou mais (se não todas) as ferramentas (Red Hat Linux e Fedora usam Anaconda, SuSE usaYaST e Mandrake Linux está optando por este caminho).

## História

### Início da história e o nome
O projeto começou em 1992 quando David Wexelblat, Glenn Lai, David Dawes e Jim Tsillas uniram forças corrigindo bugs no código fonte do X386 servidor X (escrito por Thomas Roell), que contribuiu para X11R5.  Esta versão foi inicialmente denominada X386 1.2E. Como as versões mais recentes do (originalmente eram freeware) X386 estavam sendo vendidos no âmbito de  software proprietário e licença da SGCS (dos quais Roell foi um parceiro), uma confusão existente entre o projeto. Após discussão, o projeto foi rebatizado XFree86, como um trocadilho (compare-X-três-oitenta-seis a X-free-oitenta-seis). Roell tem continuado a vender servidores X proprietários , e mais recentemente sobre o nome de Accelerated-X.

### Ascensão com Linux
Tal como o Linux cresceu em popularidade, XFree86 subiu com ele, como o principal projeto X com drivers para placas de vídeo para PC.
Até o final dos anos 1990, foi evidente a decadência no desenvolvimento do XFree86.
A maioria dos técnicos estava acompanhando avanço no projeto XFree86. Em 1999, XFree86 patrocinou o X.Org (o consórcio oficial da indústria) por várias companhias de hardware interessados na sua utilização com o Linux e seu status como o mais popular versão de X.

### 2003: dissidência dentro do projeto
Em 2003, a popularidade do Linux, por conseguinte, a base instalada de X, subiu, X.Org estava inativo,  e desenvolvimento ativo  foi largamente realizado pelo XFree86. No entanto, havia uma dissidência dentro XFree86. Ela foi percebida como demasiado modelo catedral no seu desenvolvimento: desenvolvedores foram incapazes de chegar acesso commit CVS e os fornecedores tinham de manter os patches extensivos. Em Março, a longo prazo contribuinte Keith Packard foi excluido do Core Team e considerado má influência. O Core Team alegou que tinha vindo Keith para a fork do projeto XFree86, trabalhando dentro do projeto durante a tentativa de atrair desenvolvedores ao núcleo, para um novo projeto X Server de sua própria autoria. Packard negou essa tinha sido a sua finalidade.

### Dissolução do Core Team
XFree86 costumava ter um Core Team, que foi composto por programadores experientes, selecionados pelos seus méritos. Devido à limitada capacidade de inovação do XFree86 Core Team votou em 30 de dezembro de 2003, para desmantelar si, no dia seguinte.

### 2004: O controverso licenciamento
Versões do XFree86 até inclusive alguns candidatas a release 4.4.0 estavam sobre a licença MIT, uma licença permissiva e não-copyleft de software livre. XFree86 4.4 foi lançado em fevereiro de 2004 com uma alteração na licença: a adição de uma cláusula de crédito,  semelhante ao original da licença BSD,  mas em âmbito mais abrangente. Muitos projetos que dependem XFree86 alegam inaceitável a nova licença ,  e a Free Software Foundation considera que é incompatível com a versão 2 da GNU General Public License, mas compatível com a versão 3.  O XFree86 Project afirma que a licença é "compatível com qualquer GPL como todas as versões anteriores eram", mas não menciona qual a versão ou versões das GPL é aceita. 
Alguns projetos liberados (notavelmente OpenBSD 3.5 e 3.6, e Debian 3.1 "Sarge"), baseado no XFree86 versão 4.4 RC2, a última versão no âmbito da antiga licença. A maioria dos sistemas operacionais incorporados XFree86 (incluindo versões mais recentes do OpenBSD e Debian) migraram para o X.Org Server. 

## Forks do XFree86

### Xouvert
O primeiro fork foi Xouvert, anunciado em Agosto de 2003. Este não foi muito além do anúncio, mas provocou XFree86 a mudar sua licença.

### X.Org
O X.Org Server tornou-se oficialmente referência em implementação do X11. A primeira versão do X11R6.7.0, foi um fork do XFree86 versão 4.4 RC2, para evitar as alterações na licença XFree86, com as alterações X11R6.6 foi para Versão X11R6.8 acrescentado varias extensões novas, drivers e correções. É hospedado e trabalha em estreita colaboração com freedesktop.org.
A maior parte do código aberto nos sistemas operacionais Unix-like tenham optado por X.Org Server no lugar do XFree86, a maioria dos desenvolvedores já tinha mudado do XFree86 para X.Org.